# ヒュー・クラッパートン

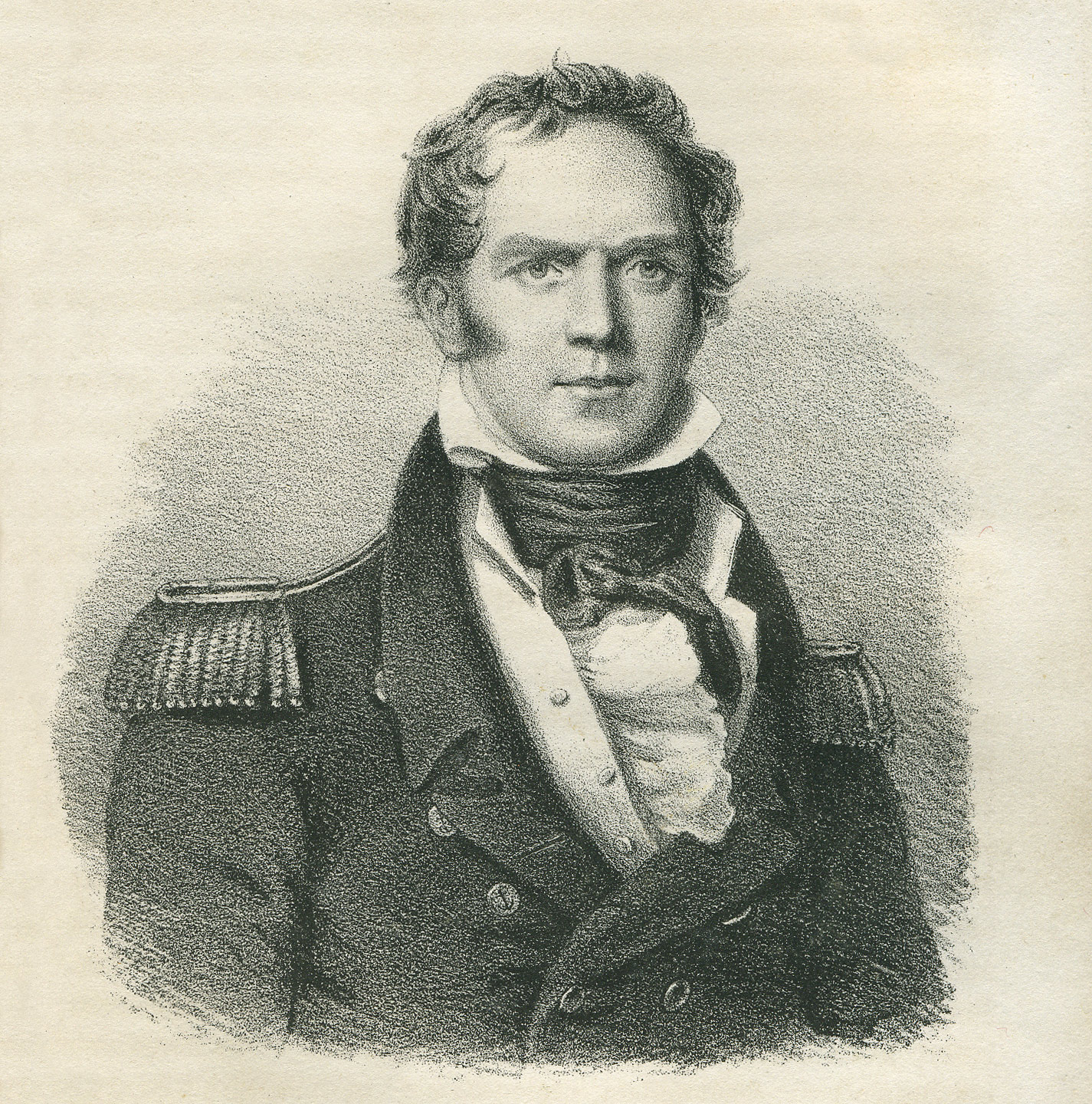
ヒュー・クラッパートン

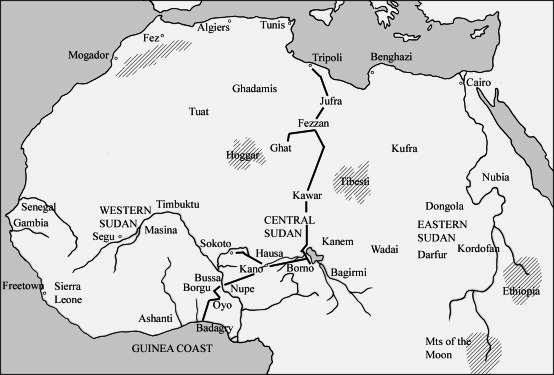
クラッパートンらの旅程

ヒュー・クラッパートン（Bain Hugh Clapperton、1788年5月18日 - 1827年4月13日）はスコットランドの海軍将校、西部・中部アフリカの探検家である。

## 略歴
スコットランド、ダンフリーズ・アンド・ガロウェイのアナンで生まれた。父親は外科医である。航海術や、実用数学の知識を得て、13歳でリバプールと北米の間の商船に見習いとして乗船した。大西洋を何度か航海した後、海軍に入隊し見習い士官となった。ナポレオン戦争では1810年にフランス領であったモーリシャスの占領に貢献した。
1814年にカナダに赴任し、中尉に昇進し、カナダの湖でスクーナー船を指揮した。1817年に、湖に展開する艦隊が解体され、イギリスに帰国した。1820年にエディンバラに戻り、アフリカ旅行への関心を持っていた、スコットランドの医師、ウォルター・オードニーと知り合った。
イギリス海軍のリヨン中尉（George Francis Lyon）のアフリカ地中海岸のトリポリからアフリカ内陸部のボルヌ帝国へ到達しようとする試みが失敗した後、イギリス政府は2回目の探検隊を組織し、殖民地大臣のバサースト伯爵はオードニーをボルヌ帝国との通商交渉する領事に任命し、クラッパートンも同行することになった。1822年の初め、トリポリから南下し、現在のリビア南西部のムルズクに至り、そこで探険家のディクスン・デナム（Dixon Denham）と合流した。1822年9月末にムルズクから南下を始めるが、クラッパートンとデナムは感情的に対立し、デナムはクラッパートンを中傷する報告を行った。
1823年2月17日に、ボルヌ帝国の首都クカ（現在のナイジェリアのクカワ）に到着し、スルタンのSheikh al-Kaneimiに歓迎された。一行はチャド湖を見た最初のヨーロッパ人となった。クカ滞在中に、クラッパートンとオドニーは、デナムと別れ、ニジェール川の探検を行った。デナムは、チャド湖岸を探検しるために残った。数週間後、オドニーが病死するが、クラッパートンは単独で探検を続けた。1824年8月にクカを離れ、1825年1月末にトリポリに戻った。1825年6月にイギリスに戻り英雄としてたたえられた。1826年に旅行記"Narrative of Travels and Discoveries in Northern and Central Africa in the years 1822 - 1823 and 1824"が出版された。
イギリスに戻ってすぐに昇進した後、再びアフリカの探検に派遣された。奴隷貿易を規制するために軍艦HMS Brazenで西アフリカ艦隊に参加した。1825年12月にベニン湾のBadagryに上陸し、助手としてリチャード・レモン・ランダー、軍人のピアース、医師で博物学者のモリソンと陸路、ニジェールを目指した。1ヶ月のうちに熱病でピアースとモリソンは熱病にかかり病死するが、クラッパートンらは探検を続け、7月にカノに到達し、その後フラニ族のソコト帝国の首都も訪れた。ソコト帝国はal-Kaneimiと紛争状態にあったので数ヶ月抑留され、1827年1月、現在のナイジェリアに位置するソコトの近くで病死した。この探検ではランダーだけが生き残った。

## 著作
- Clapperton, H. (1826). Difficult and Dangerous Roads - Travels in Sahara and Fezzan, 1822-1825.  Eds. Bruce-Lockhart, J. & Wright, J.  Sickle Moon Books, London. ISBN 978-1-900209-06-9
- Clapperton, Hugh; Lander, Richard (1829). Journal of a second expedition into the interior of Africa, from the Bight of Benin to Soccatoo by the late Commander Clapperton of the Royal Navy to which is added The Journal of Richard Lander from Kano to the Sea-Coast Partly by a More Easterly Route. London: John Murray
- Denham, Dixon; Clapperton, Hugh; Oudney, Walter (1926). Narrative of Travels and Discoveries in Northern and Central Africa: In the Years 1822, 1823, and 1824 (2 volumes). London: John Murray Scans: Volume 1, Volume 2